# Мухомор высокий
Мухомо́р высо́кий (лат. Amaníta excélsa) — вид грибов, входящий в род Мухомор (Amanita) семейства Мухоморовые (Amanitaceae).

## Описание
Шляпка 6—10(15) см в диаметре, полушаровидная, раскрывающаяся до выпуклой и почти плоской, с волокнистым, но не ребристым краем. Поверхность во влажную погоду слизистая, в сухую — шелковисто-волокнистая, окраска сероватая или буроватая, в центре более тёмная. У молодых грибов покрыта общим покрывалом, затем остающимся в виде тонких серых чешуйчатых обрывков, легко отделимых и смывающихся водой.
Пластинки частые, узко-приросшие к ножке, на ножке образующие продольную разлинованность, белого цвета. Пластиночки имеются между каждой парой пластинок.
Ножка достигает 5—12(15) см в высоту и 1,5—2(3) см в поперечнике, цилиндрическая, с бульбовидным утолщением в основании, иногда выраженным очень слабо, выполненная, затем иногда полая. Над кольцом поверхность белая или светло-серая, продольно разлинованная, под кольцом — с хлопьевидно-зернистыми концентрически расположенными чешуйками. Кольцо перепончатое, в верхней части ножки, белое или светло-серое. Остатки общего покрывала в виде чешуйчато-хлопьевидных поясков в основании.
Мякоть белая, под кожицей сероватая, без особого запаха или со слабым анисовым запахом у молодых грибов и с редечным запахом у старых, иногда с редечным вкусом.
Споровый порошок белого цвета. Споры 7,5—11×5,5—8 мкм, эллиптические до широкояйцевидных, амилоидные. Базидии с пряжками.
Указывается как съедобный гриб, однако очень редко употребляемый в пищу, либо же как несъедобный.

## Сходные виды
- Amanita pantherina — Мухомор пантерный — ядовитый гриб. От Мухомора высокого отличается менее мясистой мякотью, мелкими хлопьями на шляпке и гладким кольцом.
- Amanita rubescens — Мухомор серо-розовый — съедобный гриб. От Мухомора высокого отличается более светлой шляпкой и краснеющей мякотью.
- Amanita regalis — Мухомор королевский — ядовитый гриб. От Мухомора высокого отличается жёлтой мякотью под кожицей.

## Экология
Образует микоризу с хвойными деревьями (пихтой, елью, сосной), реже — с широколиственными (буком, дубом).

## Таксономия

### Синонимы
- Agaricus cariosus (Fr.) Fr., 1874
- Agaricus cinereus J.Otto, 1816
- Agaricus excelsus Fr., 1821basionym
- Agaricus excelsus var. cariosus Fr., 1838
- Agaricus spissus Fr., 1838
- Agaricus validus Fr., 1838, nom. illeg.
- Amanita ampla Pers., 1801
- Amanita cariosa (Fr.) Quél., 1880
- Amanita excelsa var. spissa (Fr.) Neville & Poumarat, 2004
- Amanita excelsa var. valida (Bertill.) Wasser, 1992
- Amanita raphaniodora Ferry, 1890
- Amanita solida Ferry, 1890
- Amanita spissa (Fr.) Bertill., 1866
- Amanita spissa f. raphaniodora (Ferry) E.-J.Gilbert, 1918
- Amanita spissa var. ampla (Pers.) Veselý, 1933
- Amanita spissa var. cariosa (Fr.) Veselý, 1933
- Amanita spissa var. cinerea Gillet, 1884, nom. superfl.
- Amanita spissa var. excelsa (Fr.) Dörfelt & I.L.Roth, 1982
- Amanita spissa var. valida (Bertill.) E.-J.Gilbert, 1918
- Amanita valida (Fr. ex) Bertill., 1866
- Amplariella valida (Bertill.) A.G.Parrot, 1960
- Fungus viscidus Paulet, 1793
- Hypophyllum maculatum Paulet, 1808
- Venenarius excelsus (Fr.) Murrill, 1948